# Campeonato Maranhense de Futebol de 2022 - Segunda Divisão
A Segunda Divisão do Campeonato Maranhense de Futebol foi a 22ª edição da competição organizada pela Federação Maranhense de Futebol. A competição garante duas vagas para a Copa FMF de 2022 e para o Campeonato Maranhense de 2023. Campeões históricos da elite maranhense estarão na disputa como Imperatriz, Maranhão e JV Lideral, além de outros clubes.

## Regulamento
Fase Preliminar 1
Nesta fase irão participar seis clubes em jogos de mata-mata e em partidas de ida e volta, classificando o vencedor para a Fase Preliminar 2, caso as partidas terminem empatadas em saldo de gols a vaga será decidida nos pênaltis. Os clubes participantes desta fase serão: Chapadinha FC, Expressinho FC,  ITZ Sport, JV Lideral, Sabiá FC, Santa Quitéria.
Fase Preliminar 2
Os três clubes vencedores de seus respectivos mata-mata, se enfrentarão em formato de todos contra todos (triangular) em jogos apenas de ida. Os dois melhores clubes avançam para a Fase principal do torneio.
Fase Principal
Nesta fase participarão sete clubes cinco que já estão classificados de acordo com a classificação da Segunda Divisão de 2021 que são: Bacabal EC, Imperatriz, Maranhão, Timon EC e SE Tupan mais os dois classificados da Pré-Série B. Os perdedores da Pré-Série B serão rebaixados pra Terceira Divisão de 2023.
O Campeão e o Vice garantem acesso para a Primeira Divisão em 2023.

## Equipes Participantes
Abaixo a lista dos clubes interessados a participar do campeonato que aconteceu no segundo semestre de 2022. As equipes tiveram sua participação confirmada pela Federação Maranhense de Futebol e poderá haver desistência de algum clube até o inicio da competição.
| Baixa | Equipes rebaixadas da Série A de 2021 |

## Técnicos
| Equipe         | Técnico |
| -------------- | --- |
| Bacabal        | Leandro Lago (1ª—6ª, primeira fase)                                                                             |
| Chapadinha     | Danilo Brito (Pré-Série B, 1ª—)                                                                                 |
| Expressinho    | Carioca (Pré-Série B)                                                                                           |
| Imperatriz     | Dejair Ferreira (1ª—)                                                                                           |
| ITZ Sport      | Roni Paiva (Pré-Série B)                                                                                        |
| Maranhão       | Carlos Ferro (1ª—2ª) Zé Augusto (3ª—)                                                                           |
| Sabiá          | Elias Sobrinho (Pré-Série B e 3ª, fase principal) Luciano Soares (1ª—2ª) Daniel Augusto (4ª—6ª, fase principal) |
| Santa Quitéria | Marquinhos Fumê (Pré-Série B)                                                                                   |
| Timon          | Roberth Castro (1ª—3ª, 5ª da fase principal) Emilton Júnior (4ª) Marcinho Guerreiro (6ª da fase principal)      |
| Tupan          | Alisson Marques (1ª—)                                                                                           |

## Pré-Série B

### Preliminar 1
| Grupo | Equipe 1   | Total | Equipe 2       | Ida   | Volta |
| ----- | ---------- | ----- | -------------- | ----- | ----- |
| A     | JV Lideral | - [a] | Sabiá          | - [a] | - [a] |
| B     | ITZ Sport  | 3–2   | Santa Quitéria | 1–2   | 2–0   |
| C     | Chapadinha | 17–1  | Expressinho    | 5–0   | 12–1  |

- a. ^  O JV Lideral desistiu de participar da competição, com isso o Sabiá passou direto para a Preliminar 2[6].

#### Resultados
|  | JV Lideral | 1 – 0 W. O. | Sabiá |  |
|  |            | Sumúla FMF  |       |  |

| 9 de julho de 2022 | ITZ Sport           | 1 – 2                     | Santa Quitéria                             | Imperatriz                                                    |  |
| 16:00              | Georg Harrisson 75' | Sumúla FMF [ Borderô FMF] | 7' Brayon Reis · 32 pên.' Ozenilton Santos | Estádio: Frei Epifânio Público: pagantes Árbitro: Cley Randal |  |

| 11 de julho de 2022 | Chapadinha                                                                                           | 5 – 0                     | Expressinho | São Luís                                                           |  |
| 15:30               | Jonas Alves 2' · Naoh Pestana 8 pên.' · Leandro Alves 26' · Matheus Rubens 45' · Gabriel Pereira 64' | Sumúla FMF [ Borderô FMF] |             | Estádio: Nhozinho Santos Público: pagantes Árbitro: Wallas Martins |  |

|  | Sabiá | 0 – 1 W. O. | JV Lideral |  |
|  |       | Sumúla FMF  |            |  |

| 13 de julho de 2022 | Santa Quitéria | 0 – 2                     | ITZ Sport                           | São Luís                                                         |  |
| 15:30               |                | Sumúla FMF [ Borderô FMF] | 10' Victor Ronan · 78' Victor Ronan | Estádio: Nhozinho Santos Público: pagantes Árbitro: Maykon Matos |  |

| 15 de julho de 2022 | Expressinho              | 1 – 12                    | Chapadinha | São Luís                                                          |  |
| 15:30               | Alberto Hurtado 51 pên.' | Sumúla FMF [ Borderô FMF] | 8' Naoh Pestana · 42' Matheus Rubens · 43' Matheus Rubens · 46' Fabricio Pereira · 56' Fabricio Pereira · 58' Fabricio Pereira · 64' Fabricio Pereira · 65 pên.' Willyan Diogo · 68' Fabricio Pereira · 70' Fabricio Pereira · 73 pên.' Emerson Freitas · 90' Emerson Freitas | Estádio: Nhozinho Santos Público: pagantes Árbitro: Ronildo Alves |  |

### Classificação
| Pos | Times      | Pts | J | V | E | D | GP | GC | SG | %   |
| --- | ---------- | --- | - | - | - | - | -- | -- | -- | --- |
| 1   | Chapadinha | 6   | 2 | 2 | 0 | 0 | 8  | 2  | +6 | 100 |
| 2   | Sabiá      | 3   | 2 | 1 | 0 | 1 | 5  | 4  | +1 | 50  |
| 3   | ITZ Sport  | 0   | 2 | 0 | 0 | 2 | 0  | 7  | –7 | 0   |

|            | CHA | ITZ | SAB |
| ---------- | --- | --- | --- |
| Chapadinha | —   |     | 4–2 |
| ITZ Sport  | 0–4 | —   |     |
| Sabiá      |     | 3–0 | —   |

|  |                     |  |        |  |                      |
|  | Vitória do Mandante |  | Empate |  | Vitória do Visitante |

#### Resultados
| \| 21 de julho de 2022 \| ITZ Sport \| 0 – 4 \| Chapadinha \| Imperatriz \| \| \| 15:30 \| \| Sumúla FMF \| 4' Fabricio Pereira · 28' Alisson Fonseca · 75' Rodrigo Lopes · 82' Fabricio Pereira \| Estádio: Frei Epifânio Árbitro: Henrique de Azevedo \| \| |           |            |                                                                                      |                                                     |  |
| 21 de julho de 2022 | ITZ Sport | 0 – 4      | Chapadinha                                                                           | Imperatriz                                          |  |
| 15:30 |           | Sumúla FMF | 4' Fabricio Pereira · 28' Alisson Fonseca · 75' Rodrigo Lopes · 82' Fabricio Pereira | Estádio: Frei Epifânio Árbitro: Henrique de Azevedo |  |

| \| 24 de julho de 2022 \| Sabiá \| 3 – 0 \| ITZ Sport \| Caxias \| \| \| 15:30 \| Leonardo Luis 6' · Roberth William 28' · Andeson Lino 30' \| Sumúla FMF \| \| Estádio: Duque de Caxias Árbitro: Mayron Frederico \| \| |                                                           |            |           |                                                    |  |
| 24 de julho de 2022 | Sabiá                                                     | 3 – 0      | ITZ Sport | Caxias                                             |  |
| 15:30 | Leonardo Luis 6' · Roberth William 28' · Andeson Lino 30' | Sumúla FMF |           | Estádio: Duque de Caxias Árbitro: Mayron Frederico |  |

| \| 27 de julho de 2022 \| Chapadinha \| 4 – 2 \| Sabiá \| São Luís \| \| \| 15:30 \| Jonas Alves 34 pen.' · Jonas Alves 38' · Jonas Alves 85' · Fabricio Pereira 90+1' \| Sumúla FMF \| 11' Roberth William · 87' Andeson Lino \| Estádio: Nhozinho Santos Público: pagantes Árbitro: Roberto Santos \| \| |                                                                                   |            |                                        |                                                                    |  |
| 27 de julho de 2022 | Chapadinha                                                                        | 4 – 2      | Sabiá                                  | São Luís                                                           |  |
| 15:30 | Jonas Alves 34 pen.' · Jonas Alves 38' · Jonas Alves 85' · Fabricio Pereira 90+1' | Sumúla FMF | 11' Roberth William · 87' Andeson Lino | Estádio: Nhozinho Santos Público: pagantes Árbitro: Roberto Santos |  |

Rodadas na liderança e Lanterna
Em negrito, os clubes que mais permaneceram na liderança.
| Rodadas    | Rodadas | Rodadas |
| ---------- | ------- | ------- |
| 1          | 2       | 3       |
| CHAPADINHA |         |         |

Clubes que ficaram na última posição ao final de cada rodada:
| Rodadas   | Rodadas | Rodadas |
| --------- | ------- | ------- |
| 1         | 2       | 3       |
| ITZ SPORT |         |         |

## Fase Principal

### Classificação
| Pos | Times      | Pts | J | V | E | D | GP | GC | SG  | %  |
| --- | ---------- | --- | - | - | - | - | -- | -- | --- | -- |
| 1   | Maranhão   | 13  | 6 | 4 | 1 | 1 | 12 | 5  | +7  | 72 |
| 2   | Imperatriz | 12  | 6 | 4 | 0 | 2 | 9  | 2  | +7  | 67 |
| 3   | Chapadinha | 11  | 6 | 3 | 2 | 1 | 15 | 5  | +10 | 61 |
| 4   | Sabiá      | 10  | 6 | 3 | 1 | 2 | 12 | 10 | +2  | 56 |
| 5   | Timon      | 8   | 6 | 2 | 2 | 2 | 8  | 6  | +2  | 44 |
| 6   | Tupan      | 4   | 6 | 1 | 1 | 4 | 7  | 15 | –8  | 22 |
| 7   | Bacabal    | 1   | 6 | 0 | 1 | 5 | 2  | 22 | –20 | 6  |

|            | BAC  | CHA | IMP | MAR | SAB | TIM | TUP |
| ---------- | ---- | --- | --- | --- | --- | --- | --- |
| Bacabal    | —    |     |     | 0–5 | 0–4 |     | 2–2 |
| Chapadinha | 7–0  | —   |     |     | 4–1 | 1–1 |     |
| Imperatriz | W.O. | 1–0 | —   |     |     |     | 4–0 |
| Maranhão   |      | 1–1 | 1–0 | —   |     | 2–1 |     |
| Sabiá      |      |     | 1–0 | 1–2 | —   | 2–2 |     |
| Timon      | 1–0  |     | 0–1 |     |     | —   | 3–0 |
| Tupan      |      | 1–2 |     | 2–1 | 2–3 |     | —   |

|  |                     |  |        |  |                      |
|  | Vitória do Mandante |  | Empate |  | Vitória do Visitante |

## Fase Final
Em itálico, os times que possuem o mando de campo no primeiro jogo do confronto e em negrito os times classificados.
|  | Semifinais | Semifinais | Semifinais | Semifinais |   |          | Final | Final |
|  |            |            |            |            |   |          |       |       |
|  | Maranhão   | 4          | 2          | 6          |   |          |       |       |
|  | Sabiá      | 2          | 1          | 3          |   |          |       |       |
|  | Sabiá      | 2          | 1          | 3          |   | Maranhão | 1     |       |
|  |            |            |            |            |   | Maranhão | 1     |       |
|  |            | Chapadinha | 0          |            |   |          |       |       |
|  | Imperatriz | Chapadinha | 0          | 0          | 1 | 1        |       |       |
|  | Imperatriz |            |            | 0          | 1 | 1        |       |       |
|  | Chapadinha | 3          | 1          | 4          |   |          |       |       |

## Premiação
| Campeonato Maranhense de 2022 - Segunda Divisão |
| São Luís                                        |
| ----------------------------------------------- |
| Maranhão Campeão (2.º título)                   |

## Classificação final
- ^ F1. Vice-campeão da Copa FMF 2022